# Arent Berntsen
Arent Berntsen (12. maj 1610 i Bergen – 29. december 1680 i København), med tilnavnet Bergen, var en topografisk-statistisk forfatter i Danmark-Norge. Selv stavede han sit fornavn: Arennt.
Arent Berntsen blev født i Bergen. Han kom i sin ungdom i tjeneste hos Axel Juul til Villestrup og senere hos dennes svigerfar, kansleren Christian Friis. 1637 var han slotsskriver på Varberg Slot, men han forlod denne stilling i januar 1644, da han med hustru og barn drog til København, hvor han tog borgerskab. Han var så formuende, at han kunne yde kongen lån under krigen. 1648 blev han rådstueskriver i København, 1669 rådmand. Han var en driftig mand, ikke bare i København, men havde teglværker både i Skåne og Halland. Under krigen 1658-1659 ofrede han store summer til fædrelandets bedste, både ved at udruste kapere og ved at give kongen lån.
Det værk, som har gjort Arent Berntsens navn særlig kendt, er den bog, han udgav i 1656 med titlen: Danmarckis oc Norgis Fructbar Herlighed, som foruden en udførlig beskrivelse af Danmark-Norge indeholder mangfoldige oplysninger om jordbrugsforholdene, særlig om beregningen af jordegods ved køb og salg, mål og vægt og lignende, hvilket gør denne bog til en uundværlig håndbog for enhver, som vil studere 1600-tallets kulturhistorie.
1639 blev han gift med Karen Arentsdatter, og efter hennes død i 1652 giftede han sig med Mette Lauritsdatter, der døde 1696. I alt fik han 17 børn.